# Ernest Frederick Roots
Ernest Frederick (Fred) Roots, född 1923 i Salmon Arm, British Columbia, död  2016 i East Sooke i samma provins, var Norsk-brittisk-svenska Antarktisexpeditionens (Maudhemexpeditionen) chefsgeolog 1949-52.

## Före Maudheimexpeditionen
Roots växte upp i Banff dit familjen flyttat och han fick sin högre utbildning vid Vancouver Technical School, University of British Columbia och Princeton University. Vid det senare avlade han sin doktorsexamen 1949 i geologi. Det arbetet bestod av geologisk kartläggning av ett cirka 18 000 kvadratkilometer stort område i norra British Columbia där Roots fossilfynd gjorde det möjligt att klarlägga områdets geologiska historia och utveckling. Ett av de i arbetet centrala fossilen som han upptäckte, fick han ge namn åt: Protophoreta Rootsi. Därutöver hade han före Maudheimexpeditionen haft en skiftande levnadsbana som assisterande meteorologisk observatör vid Banffs väderstation 1936-38 för att sedan vara timmerhuggare något år i Squamish, varpå följde arbeten som malmletare, kartograf i Klippiga bergen, nattvaktsarbete vid University of British Columbia innan han blev instruktör vid universitetets geologiska avdelning fram till 1947. Genom åren deltog han i kanadensiska statens geologiska undersökningar fram till 1949.
Roots började tidigt med bergsklättring och skidåkning i alpin terräng och invaldes 1938 som medlem i förbundet Ski Runners of the Canadian Rockies. Han beskrev sig själv med: ”Det geologiska undersökningsarbetet har sedan 1943 faktiskt huvudsakligen bestått av bergbestigning. Det är kanske därför jag blev geolog.”

## Maudheimexpeditionen
Under Maudheimexpeditionen svarade Roots tillsammans med Alan Reece för de geologiska undersökningarna som även omfattade två längre turer från december till maj 1950–51 och oktober till januari 1951-52 och sträckte sig som längst ner till 73°40´S, 3°51´V. Arbetet bestod i insamling av bergartsprover från nunataker och andra friliggande bergsytor för kartläggning av områdets geologi. Turerna gjordes i samarbete med framför allt glaciologerna och topograferna och den preliminära bearbetningen av resultaten gjordes på plats.
Sammanlagt låg Roots ute i fält 337 av de 682 dagar man tillbringade på Antarktis. Uppgifterna som förekommer i bland annat nekrologer, att han tillbringade 189 dygn på ensamexpedition med hundsläde finns ej dokumenterad. Det var under Maudheimexpeditionen förbjudet av säkerhetsskäl att färdas ensam mer än något dygn och måste så ske skulle radioförbindelse om möjligt upprätthållas.

## Efter Maudheimexpeditionen
Åren efter Maudheimexpeditionen kom Roots att inta en central och ledande position i såväl det kanadensiska som det internationella arbetet inom polar forskning och utveckling. Bland uppdragen märks att han deltar i planering av och deltagande i det Internationella geofysiska året, utformningen av det internationella Antarktisfördraget som slöts 1959; grundare eller ledande, ofta ordförande i organisationer som Canadian Polar Continental Shelf Program (PCSP), Canadian Polar Commission, Canadian Committee on Antarctic Research, Polar Research Board of the U.S. National Academy of Sciences och dess underkommittéer, International Commission on Snow and Ice, Northern Sciences Network of the UNESCO Man and the Biosphere Program med flera. Efter pensioneringen var han rådgivare till federala Canadian Department of Enviroment, där han bidrog till att väcka myndighetens miljömedvetande.
Roots var en av grundarna till den internationella organisationen Students on Ice (SOI) där han förblev rådgivare, mentor och deltagare i deras expeditioner med den sista som inkluderade bergsbestigning ett par månader innan han dog, vilket skedde under sömnen en natt efter trädgårdsarbete.
Bland utmärkelser nämns särskilt Maudheimmedaljen, som deltagarna i Maudheimexpeditionen fick samt Explorers Medal från Explorer´s Club.
På Drottning Mauds land har bergskedjan Rootshorga (Roots Hights) och kitteldalen Fredbotnen (Fred Cirque) uppkallats efter honom.